# 雲南市立海潮小学校
雲南市立海潮小学校（うんなんしりつ うしおしょうがっこう）は、島根県雲南市大東町北村にある公立小学校。

## 沿革
- 1874年 - 海潮小学校、諏訪小学校、塩田小学校の3校を設置。
- 1892年9月15日 - 須賀尋常小学校に高等科を併置し、須賀尋常高等小学校と改称。
- 1894年10月2日 - 須賀尋常高等小学校を北村に移転。刈畑小学校を廃止し、北村尋常高等小学校と改称
- 1941年4月1日 - 海潮村立北村国民学校と改称。
- 1947年4月1日 - 海潮村立北村小学校と改称。
- 1956年4月1日 - 大東町立海潮小学校と改称。
- 2004年11月1日 - 雲南市立海潮小学校と改称。

## 周辺
- 海潮郵便局
- 雲南市立大東中学校